# Carrie Cunningham
Carrie Cunningham (28 aprile 1972) è un'ex tennista statunitense.

## Biografia
Si mise in evidenza per la prima volta nel 1988 vincendo il torneo juniores degli US Open battendo in finale Rachel McQuillan, 7-5, 6-3. In carriera ha frequentato il circuito WTA dal 1987 al 1994 raggiungendo la 38ª posizione del singolare e la 56º del doppio, senza riuscire a qualificarsi per una finale se non per il torneo di doppio del Nichirei International Championships di Tokyo nel 1991 quando, in coppia con Laura Arraya, è stata sconfitta dalla coppia formata da Mary Joe Fernández e Pam Shriver. Ha chiuso la sua carriera agonistica nel 1994 a soli 22 anni.